# Krušetnica
Krušetnica je obec na Slovensku v okrese Námestovo.

## Historie
První známá písemná zmínka o obci pochází z roku 1593. V obci se nachází klasicistní římskokatolický kostel svatého Michala z 19. století.

## Geografie
Obec se nachází v nadmořské výšce 656 metrů a rozkládá se na ploše 16,56 km². K 31. prosinci roku 2017 žilo v obci 958 obyvatel.

## Rodáci
- Pavol Florek (1895–1963), historik, veřejný činitel a středoškolský učitel
- Anton Granatier (1894–1954), slovenský národnostní činovník